# 한국기자상
한국기자상은 대한민국의 언론인에게 주는 상이다. 한국기자협회가 1967년부터 한 해 동안 신문.방송.통신에 게재된 기사 중 가장 좋은 기사를 골라 시상하고 있다. 매년 2, 3월에 시상하고 있다. 한국판 퓰리처상이라고 불린다.

## 대상
|      |        | 수상자                                                                                | 수상작                                          |
| ---- | ------ | ------------------------------------------------------------------------------------- | ----------------------------------------------- |
| 27회 | 1995년 | 경인일보 사회부 김은환,허종식,안영환,성기철,김미애,차흥빈,임순석,장철순,박덕영,이영재 | 「인천 북구청 세금 횡령사건」                   |
| 28회 | 1996년 | SBS 고철종,노인식                                                                     | 시화 담수호 3억톤 폐수 방류」                   |
| 29회 | 1997년 | 중앙일보 북경특파원 문일현                                                            | 「덩 샤오핑 사망」                              |
| 31회 | 1999년 | 연합뉴스 사회부 맹찬형,정치부 김병수                                                  | 「기름대신 물주입 -어이없는 공군기 추락원인」   |
| 32회 | 2000년 | 중앙일보 국제부 북경특파원 유상철                                                     | 「김정일-장쩌민 극비 베이징 회담」              |
| 33회 | 2001년 | 한국일보 신윤석, 배성규, 손석민                                                       | 『이용호 게이트 특종보도』                      |
| 42회 | 2010년 | 연합뉴스 북한부 장용훈, 최선영                                                        | 北 김정일 후계자 삼남 김정은                    |
| 45회 | 2013년 | 한겨레신문 사회부 24시팀 정환봉                                                       | 국정원 대선 여론 조작 및 정치공작 사건 연속보도 |
| 46회 | 2014년 | JTBC 특별취재팀 주정완, 손용석, 박성훈, 강신후, 이지은, 한윤지, 김 관, 서복현, 박소연 | 세월호 침몰사고 관련 연속 보도                  |

## 부문별 수상자

### 1960~1970년대
|        |        | 취재보도                                                                         | 편집                                                         | 사진보도                                             |
| ------ | ------ | -------------------------------------------------------------------------------- | ------------------------------------------------------------ | ---------------------------------------------------- |
| 제1회  | 1967년 | 「이수근 판문점서 탈출」 (TBC 김집)                                              | 「정확한 뉴스 평가와 미려정연한 레이아웃」 (동아일보 한갑수) | 「유권자를 돈으로 매수」(동아일보 울산주재 박성동)   |
| 제1회  | 1967년 | 「불국사 석가탑 파손」 (한국일보 이갑문)                                         | 「정확한 뉴스 평가와 미려정연한 레이아웃」 (동아일보 한갑수) | 「유권자를 돈으로 매수」(동아일보 울산주재 박성동)   |
| 제2회  | 1968년 | 「김종필씨 탈당 전후의 특종」(동아일보 정치부 공동취재반 김진배, 이진의, 안성열) | 「어머니 페이지에 창의성」(대한일보)                         | 「부산 시외전화국 화재」(부산일보)                   |
| 제2회  | 1968년 | 「사금융시장의 심층취재」(조선일보 경제부 여규식)                                | 「어머니 페이지에 창의성」(대한일보)                         | 「부산 시외전화국 화재」(부산일보)                   |
| 제2회  | 1968년 | 「낙도 불우 어린이 환자돕기 캠페인」(전북일보)                                   | 「어머니 페이지에 창의성」(대한일보)                         | 「부산 시외전화국 화재」(부산일보)                   |
| 제3회  | 1969년 | 「설악산 등반대 조난사건」(한국일보 속초주재)                                    | 「한글신문 제작연구」(서울신문)                              | 「한강교 위의 자살극」(조선일보 전창우)              |
| 제4회  | 1970년 | 「개헌순간의 생생한 보도」(MBC)                                                  | 「대담한 개헌 편집」(동아일보)                               | 「JAL기 납치범의 일본도 협박」(조선일보 전창우)      |
| 제5회  | 1972년 | 「진실보도로 언론자유수호」(동아일보 편집국 기자 일동)                           | 「미·중 해빙 예시한 편집」(중앙일보 송명갑)                  | 「남영호 조난사고 현장」(중앙일보)                   |
| 제5회  | 1972년 | 「회유 물리치고 선거부정 폭로」(매일신문 울산주재 한종오)                        | 「미·중 해빙 예시한 편집」(중앙일보 송명갑)                  | 「남영호 조난사고 현장」(중앙일보)                   |
| 제6회  | 1973년 | 「擧道的 환자·극빈자 돕기 캠페인」(전남매일)                                     | 「신문편집」(편집기자회 회장 박광웅 경향신문 기자)           | 「기적의 소녀」(한국일보 박태홍)                     |
| 제7회  | 1974년 | 「중금속 오염 및 공해문제」(국제신보 조갑제)                                     |                                                              | 「서역 삼만리」(조선일보 최영호)                     |
| 제8회  | 1975년 | 「성」(서울신문)                                                                 |                                                              | 「북한군 미군 헨더슨 소령 집단폭행」(중앙일보이창성) |
| 제9회  | 1976년 | 「장기연재물 고향」(영남일보 박용규)                                             |                                                              |                                                      |
| 제10회 | 1977년 | 「의병열전」(전남일보 조동수,김동영)                                             |                                                              | 「금강산」(MBC 이양길,정진)                          |
| 제11회 | 1978년 | 「현대아파트 특수분양 사건」(합동통신 이실)                                      |                                                              | 「자연상태의 새」(한국일보 김해운)                   |
| 제12회 | 1979년 | 「농촌진단」(TBC 보도국)                                                         |                                                              | 「한라산 종합취재」(제주신문 서재철)                 |

### 1980년대
|        |        | 취재보도                                                    | 편집                                                                                    | 사진보도                                                                 |
| ------ | ------ | ----------------------------------------------------------- | --------------------------------------------------------------------------------------- | ------------------------------------------------------------------------ |
| 제13회 | 1981년 | 「뒤바뀐 쌍둥이」(연합통신 의정부 주재 이연웅)              | 「TV뉴스의 새 패턴 정립과 신선한 아이템」(KBS 뉴스파노라마팀)                           | 「대한항공 화재사건 장면」(중앙일보 김인곤)                              |
| 제13회 | 1981년 | 「선천성 심장질환 어린이를 구하자」(한국일보 사회부 임철순) | 「TV뉴스의 새 패턴 정립과 신선한 아이템」(KBS 뉴스파노라마팀)                           | 「한강·금강·영산강·낙동강 등 4대강 오염현장 추적 보도」(한국일보 최동완) |
| 제13회 | 1981년 | 「고속사회」(동아일보 사회부팀)                             | 「TV뉴스의 새 패턴 정립과 신선한 아이템」(KBS 뉴스파노라마팀)                           |                                                                          |
| 제14회 | 1982년 | 「낙동강 늦기 전에」(부산일보 특별취재팀)                   | 「일본인, 그들은 누구인가, 국제관광지 제주도의 문제점, 밤의 기생족 제비족」(MBC 유희근) | 「마카루봉 정상 최초 취재」(KBS 이은원,민상기)                           |
| 제14회 | 1982년 | 「시민정신」(동아일보 사회부팀)                             | 「일본인, 그들은 누구인가, 국제관광지 제주도의 문제점, 밤의 기생족 제비족」(MBC 유희근) | 「마카루봉 정상 최초 취재」(KBS 이은원,민상기)                           |
| 제14회 | 1982년 | 「2백만불 증발사건」(한국경제 김병규,문종식)                | 「일본인, 그들은 누구인가, 국제관광지 제주도의 문제점, 밤의 기생족 제비족」(MBC 유희근) | 「마카루봉 정상 최초 취재」(KBS 이은원,민상기)                           |
| 제14회 | 1982년 | 「적조에서 산성비까지」(경향신문 유진오)                    | 「일본인, 그들은 누구인가, 국제관광지 제주도의 문제점, 밤의 기생족 제비족」(MBC 유희근) | 「마카루봉 정상 최초 취재」(KBS 이은원,민상기)                           |

|        |        | 취재보도                                                          | 신문편집                                                | 방송제작                                                 | 사진보도                                                             |
| ------ | ------ | ----------------------------------------------------------------- | ------------------------------------------------------- | -------------------------------------------------------- | -------------------------------------------------------------------- |
| 제15회 | 1983년 | 「설악산의 곰」(경향신문 강웅희,조명동)                           | 「스포츠면 가로짜기」(동아일보 김지완)                  | 「디자인 혁명시대」(KBS 특별취재팀 방윤현,양성수,이상일) | 「한국의 야생동물」(서울신문)                                        |
| 제15회 | 1983년 | 「기술첨단지대」(중앙일보 해외특파원팀)                           | 「스포츠면 가로짜기」(동아일보 김지완)                  | 「디자인 혁명시대」(KBS 특별취재팀 방윤현,양성수,이상일) | 「한국의 야생동물」(서울신문)                                        |
| 제15회 | 1983년 | 「암이 무너진다」(한국일보 정일화)                                | 「스포츠면 가로짜기」(동아일보 김지완)                  | 「디자인 혁명시대」(KBS 특별취재팀 방윤현,양성수,이상일) | 「한국의 야생동물」(서울신문)                                        |
| 제16회 | 1984년 | 「대지, 제주도 땅 투기」(제주신문 조맹수)                         |                                                         | 「한국야생화의4李」(MBC 권재홍)                          | 「아웅산 사건」(MBC 임채헌)                                          |
| 제16회 | 1984년 | 「파랑도 탐사」(KBS 특별취재팀)                                   |                                                         | 「한국야생화의4李」(MBC 권재홍)                          | 「아웅산 사건」(MBC 임채헌)                                          |
| 제16회 | 1984년 | 「법에 사는 사람들」(동아일보 법조출입팀 이영근,김충식,황호택)    |                                                         | 「한국야생화의4李」(MBC 권재홍)                          | 「아웅산 사건」(MBC 임채헌)                                          |
| 제17회 | 1985년 | 「독극물 협박사건」(한국일보 이종구,신재경)                       | 「CTS편집체제 개발」(서울신문 편집부)                   | 「잃어버린 토종을 찾아서」(KBS)                          | 「국회의원 선거유세 시 벌어진 암모니아수 투척소동」(연합통신 윤명남) |
| 제17회 | 1985년 | 「가짜 도전자 (권투)」(연합통신 유영준,김갑생)                    | 「CTS편집체제 개발」(서울신문 편집부)                   | 「잃어버린 토종을 찾아서」(KBS)                          | 「국회의원 선거유세 시 벌어진 암모니아수 투척소동」(연합통신 윤명남) |
| 제17회 | 1985년 | 「카메라 출동」(MBC)                                              | 「CTS편집체제 개발」(서울신문 편집부)                   | 「잃어버린 토종을 찾아서」(KBS)                          | 「국회의원 선거유세 시 벌어진 암모니아수 투척소동」(연합통신 윤명남) |
| 제18회 | 1986년 | 「재산세 파동」(동아일보)                                         | 「전면한글전용 가로 쓰기」(스포츠서울 편집부)           | 「한국의 새」(MBC)                                       | 「이동수군의 분신」(한국일보)                                        |
| 제18회 | 1986년 | 「안전벨트를 맵시다」(MBC)                                        | 「전면한글전용 가로 쓰기」(스포츠서울 편집부)           | 「생명이 숨쉬는 강 - 한강의 기적」(KBS)                  | 「이동수군의 분신」(한국일보)                                        |
| 제18회 | 1986년 | 「휴전선의 상태」(강원일보 특별취재반)                            | 「전면한글전용 가로 쓰기」(스포츠서울 편집부)           |                                                          | 「이동수군의 분신」(한국일보)                                        |
| 제18회 | 1986년 | 「청주 흥덕사지 훼손」(충청일보)                                  | 「전면한글전용 가로 쓰기」(스포츠서울 편집부)           |                                                          | 「이동수군의 분신」(한국일보)                                        |
| 제19회 | 1987년 | 「박종철 고문치사 및 은폐 조작 사건」(동아일보 사회부 특별취재반) | 「김일성 사망설」(중앙일보)                             | 「꿀벌의 세계」(MBC)                                     | 「포항 5인조 살인강도 사건」(서울신문 박영군)                        |
| 제19회 | 1987년 | 「박종철 고문치사 사건 첫 보도」 (중앙일보)                       | 「김일성 사망설」(중앙일보)                             | 「21세기를 겨냥한다」(KBS)                               | 「포항 5인조 살인강도 사건」(서울신문 박영군)                        |
| 제19회 | 1987년 | 「한국의 야생동물」(MBC)                                          | 「김일성 사망설」(중앙일보)                             |                                                          | 「포항 5인조 살인강도 사건」(서울신문 박영군)                        |
| 제20회 | 1988년 | 「KAL폭발기 2명의 일본인 탑승」(동아일보 원용강,방형남)           | 「무료 타운 페이퍼 편집체제 연구」(매일신문 생활정보팀) | 「세종기지 남극에 서다」(MBC 남극보도취재반)             | 「한국의 오지」(한국일보 사진부팀)                                   |
| 제20회 | 1988년 | 「박종철 고문치사사건 재추적」(동아일보)                          | 「무료 타운 페이퍼 편집체제 연구」(매일신문 생활정보팀) | 「뿌리를 찾는다」(KBS)                                   | 「한국의 오지」(한국일보 사진부팀)                                   |
| 제20회 | 1988년 | 「전경환 돌연출국」(한국일보 이황)                                | 「무료 타운 페이퍼 편집체제 연구」(매일신문 생활정보팀) |                                                          | 「한국의 오지」(한국일보 사진부팀)                                   |
| 제20회 | 1988년 | 「도재승서기관 석방」(연합통신)                                   | 「무료 타운 페이퍼 편집체제 연구」(매일신문 생활정보팀) |                                                          | 「한국의 오지」(한국일보 사진부팀)                                   |
| 제20회 | 1988년 | 「518 상황일지 단독입수보도」(경향 광주주재)                      | 「무료 타운 페이퍼 편집체제 연구」(매일신문 생활정보팀) |                                                          | 「한국의 오지」(한국일보 사진부팀)                                   |
| 제21회 | 1989년 | 「언론건전육성 종합방안」(한국일보 사회부)                        |                                                         | 「파멸의 무지개 히로뽕」(KBS)                            | 「민을 거스르면 민이 버린다」(국민일보 김성남)                       |
| 제21회 | 1989년 | 「광주항쟁의숨결을 찾아서」(광주일보 특별취재반)                  |                                                         | 「파멸의 무지개 히로뽕」(KBS)                            | 「민을 거스르면 민이 버린다」(국민일보 김성남)                       |
| 제21회 | 1989년 | 「북경 천안문사태」(중앙일보)                                     |                                                         | 「파멸의 무지개 히로뽕」(KBS)                            | 「민을 거스르면 민이 버린다」(국민일보 김성남)                       |

### 1990년대

#### 1990년 제22회
- 취재보도
  - 「주한미군」(동아일보)
  - 「교육 이대로 둘 것인가」(중앙일보)
  - 「일제 강제연행 실상보도」(연합통신)
  - 「현대 근로자 테러 경찰 개입사건」(부산KBS)
- 신문편집
  - 「남북한 체육경기 편집의 새 길 - 분단된 민족의 정서회복」(동아일보)
- 방송제작
  - 「카메라출동」(MBC)
- 사진보도
  - 「수중고립 - 긴급구조」(연합통신)

#### 1991년 제23회
- 취재보도
  - 「수서 특혜 정·경·관 개입의혹」(세계일보 이용식)
  - 「내각제 합의각서 사본」(중앙일보)
  - 「신도시 아파트 부실시공」(동아일보)
- 신문편집
  - 「바구니 물가 2년 새 이렇게 올랐다」(한국일보)
- 방송제작
  - 「여기는 북극점」(MBC)
- 지역언론
  - 「안면도 핵폐기물 처분장 사태」(대전일보)
- 사진보도
  - 「전주 교도소 탈주범 대청호 자살사건」(대전일보)
- 장려상
  - 「걸프전 취재」(MBC)
  - 「대전 폭력배 의원 판검사 술자리 합석」(KBS)
  - 「농촌 살릴 길 없나」(한국일보)
  - 「독재자 최후의 날」(경향신문)
  - 「제주 43기획, 잃어버린 고향」(제주MBC)

#### 1992년 제24회
- 취재보도
  - 「국립과학수사연구소 허위 감정」(MBC)
  - 「노동자 블랙리스트 디스켓 발견」(부산일보)
  - 「국교생 정신대 동원 학적부 발견」(연합통신)
  - 「정보사부지 불하 사건」(조선일보)
- 방송제작
  - 「조총련」(MBC)
- 지역언론
  - 「한려수도를 지키자」(국제신문)
- 사진보도
  - 「숨겨진 돈 선거」(국민일보)

#### 1993년대 25회
- 취재보도
  - 「김영삼대통령 첫 조각검증」(동아일보 사회부)
  - 「이라크사태 현장보도」(MBC)
- 기획보도
  - 「비록 조선민주주의 인민공화국」(중앙일보 통일부)
  - 「남산의 부장들」(동아일보)
- 지역기획보도
  - 「4.3은 말한다」(제민일보 43특별취재반)
  - 「과적차량 발생 요인과 근원 대책」(충주KBS)
- 사진보도
  - 「동해안의 고래떼」(월간중앙)
- 방송영상
  - 「시베리아 북한 벌목장」(KBS)
- 출판제작
  - 「대 한국인 안중근」(세계일보)

#### 1994년 제26회
- 취재보도
  - 「상문고 내신조작」(중앙일보)
  - 「재산공개 허위 공직자」(CBS)
- 기획보도
  - 「판사의 길」(MBC)
  - 「내인권 내가 지키자」(세계일보)
- 지역취재
  - 「산업폐기물 대란」(국제신문)
- 지역기획
  - 「동학농민 1백년」(전북일보)
- 사진보도
  - 「장관이 왔을 때, 장관이 갔을 때」(조선일보)

#### 1995년 제27회
- 취재보도
  - 「강주영 양 유괴살해 사건」(부산매일 사회부 김형진,김영준,임창섭)
  - 「김일성 주석 사망 첫 보도」(KBS 편집부 김준철)
- 지역기획
  - 「세계 농촌을 가다」(전남일보 사회부 모상관,정유석,이용훈,김기중,임영섭)
  - 사진보도「불타는 충주호 유람선」(충청일보 사진부 우상대)
- 기획보도
  - 「청와대 비서실」 (중앙일보 기획부 박보균,노재현,김진,오병상)
- 방송영상
  - 「보도 특집 백제」(대전MBC 카메라 취재부 정문영)
- 출판제작
  - 「전통 예인 백사람」(세계일보 이규원,정범태)

#### 1996년 제28회
- 취재보도
  - 「노씨 비자금 파문」(동아일보 신동아부 윤영찬)
  - 「황령산 온천 비리」(부산일보 이병철)
- 지역취재 기획
  - 「증언으로 본 5.18」(전남일보 김민영,이건상)
  - 「부천 세무비리」(경인일보 김형윤,윤재준,이귀덕)
  - 「낙동강 우리가 살린다」(매일신문 제2사회부팀)
- 기획보도
  - 「재계 실세시리즈」(중앙일보 경제부 박병석 외)
- 사진보도
  - 「창밖 세상이 궁금했다」(중앙일보 김경빈)
- 방송영상
  - 「기러기 눈물」(부산방송 조만석)

#### 1997년 제29회
- 취재보도
  - 「박태중씨 132억원 인출」(CBS 권주만,윤석재,조계완,이기범,권영철)
  - 「수사 축소 지시 메모」(SBS 김선길)
- 지역 취재보도
  - 「용접 노동자 망간 중독」(부산일보 김기진)
  - 「기강 해이 민생 경찰」(전주KBS 윤양균,신재복)
- 기획보도
  - 「이성호씨 추적기사」(동아일보 사회1부팀 양기대, 이수형, 하종대, 김재호, 공종식, 조원표, 이호갑, 신석호)
- 지역 기획보도
  - 「갯벌을 살리자」(경인일보 김형운, 이희동, 왕정식, 차준호, 전 경인일보 구태희)
  - 「금강의 생태」(충청일보 김성식)
- 사진보도
  - 「목숨 건 도강 10분」(문화일보 김선규)
- 출판
  - 「신문방송 말글 변천사」(한국교열기자회)

#### 1998년 제30회
- 취재보도
  - 「인터넷 신무역 라운드」(매일경제 김종현,최용성,한주한)
  - 「안기부 북풍공작, 안기부 조직표 첫 공개」(시사저널 김당)
- 기획보도
  - 「생명의 위기 - 환경 호르몬」(SBS 고철종,김민표,김두연)
  - 「박종철군 고문 경관, 경찰 유관단체 근무」(CBS권영철,김준옥,서성완,이기범,최승진,이원우,홍제표,두건율,도성해,양성호,이희진,금기종)
- 지역 기획보도
  - 「생태계 보고 늪을 살리자」(국제신문 강병국,문경춘,박동필,이종호,이민용,김세주,이완용,강필희)
- 사진보도
  - 「새벽 4시 서울역 노숙자들」(조선일보 채승우)
- 지역취재보도
  - 「심야의 무법자」(울산KBS 박순서,박해룡)
  - 「애궂은 시민 살인범 몰려」 (광주매일 박헌주,임재식)
- 출판제작
  - 「사진으로 세상 읽기」(중앙일보 오동명)
- 신문편집
  - 「문민각료 114명 이 얼굴들을 아십니까?」(한국일보 정영오)

#### 1999년 제31회
- 취재보도
  - 「법조 3륜 부패구조를 폭로한다」(대전MBC 보도국 고영성, 서상일, 김지훈, 안준철, 김용준)
  - 「고급옷 로비 사건」(한겨레 민권사회1부 김규원,안창현)
  - 「고엽제, 한국에도 뚜렸다」(SBS 사회부 이성철)
- 기획보도
  - 「동강댐 총점검」(한국일보 동강특별취재팀 이장훈, 박광희, 김호섭, 염영남 김동국)
  - 「비틀거리는 7대 사회보험」(중앙일보 사회부 김일, 김기평, 박태균, 오대영, 고대훈, 정제원, 경제부 손병수, 김동호, 정치부 최상연)
- 지역 취재보도
  - 「해양부 졸속 협상 - 황금어장 버렸다」(국제신문 경제부 변영상, 김경곤)
  - 「안산 중앙병원 광장약 파동 사건」 (경인일보 사회부 박승용, 왕정식, 이동영, 제2사회부 김요섭)
- 지역 기획보도
  - 「APT관리비리 기획보도」(부산CBS 보도제작국 박창호)
- 사진보도
  - 「추락하는 조계사 진압 경찰」 (연합뉴스 사진부 김재영)
  - 「김영삼 전 대통령, 페인트 달걀 봉변 사건」(한국일보 사진부 고영권)
- 출판
  - 「DJ vs 재벌 빅딜게임-밀실 협상, 그 숨가빴던 1년 6개월 추적보고서」(중앙일보 경제부 이영렬)

### 2000년대

#### 2000년 제32회
- 취재보도
  - 「재외국민 특례입학 부정 사건」(KBS 기동취재부 이창룡, 정제혁, 유원중, 홍성민, 유민철, 이종학, 배종호)
  - 「'안기부 돈 선거자금 유입' 사건 특종보도 및 속보 기사」(동아일보 사회부 법조팀 양기대, 이수형, 신석호)
- 기획보도
  - 「상하이 용틀임 25시」(한국경제 특별취재팀 한우덕(북경특파원), 정동헌(영상정보부), 하영춘(증권1부), 차병석(벤처중기부), 박민하(경제부) 〕
  - 「공적자금 110조원 제대로 썼나」(중앙일보 경제부 심상복, 정철근, 정재홍, 서경호, 기획취재팀 이상렬, 김현승, 홍주연)
- 지역취재보도
  - 「한국전 직후 양민학살 사건 보도」(전 매일신문 이종태)
  - 「영동지역 산불재앙 보도 및 생명의 숲 백두대간 다시 살리자」(강원일보 특별취재반 박승호, 김진영, 우승룡, 최병수, 이이표, 이경웅, 박영창, 정익기, 최승현, 고달순)
- 지역기획보도
  - 「격동 한세기 인천이야기」(경인일보 정경2부 전명찬, 사회2부 장학진, 이영재, 정경2부 임성훈, 사회 2부 송병원, 차준호, 문화부 정영일, 사회2부 서진호)
  - 「보도특집 '적조-바다의 복수'」(KBS창원 보도국 류해남, 권경환)
- 방송영상보도
  - 「경찰, 롯데호텔 노조원 폭력진압」(YTN 영상취재부 한원상)
- 사진보도
  - 「'낙천' 분풀이 폭력 - 河총장 수난」(한국일보 사진부 손용석)
  - 「서울서 첫 모습 드러낸 린다 김」(대한매일 사진팀 도준석)

#### 2001년 제33회
- 취재보도
  - 『수지킴 사건 7년 추적기』(동아일보 이정훈)
- 기획보도
  - 『현장리포트 '서울 최대의 달동네 신림동 난곡' 시리즈』(중앙일보 이규연, 김기찬, 이상복, 박종근)
  - 『우루과이라운드 10년 - 우리농업 어디로 가나』(매일신문 정인열)
- 지역취재보도
  - 『부산 아시안게임 굴욕적 이면 계약 - 볼모성 2천만 달러 예치』(국제신문 신수건)
- 지역기획보도
  - 『인삼 2부작』(대전MBC 김지훈, 김용준)
  - 『르포 '섬'』(여수MBC 박광수

#### 2002년 제34회
- 취재보도
  - 「 "체육복표 사업자 선정 비리 및 최규선 김홍걸 비리 추적보도"」(동아일보 사회1부 이명건, 박민혁)
  - 「 "최규선 최후 진술 테이프 단독 입수"」(중앙일보 뉴스위크 임도경)
  - 「 "한· 중 마늘 협상 세이프가드 연장불가 극비 합의"」(조선일보 경제부 최원규)
- 기획보도
  - 「 "의원노선 대해부 시리즈"」(중앙일보 정치부 이하경, 나현철, 김정하)
  - 「 "지금내무반에는- 폭력에 멍드는 전·의경들"」(SBS 보도제작2부 유희준, 이정애)
- 지역 취재보도
  - 「 "미군 장갑차 여중생 사망 사건 심층 취재보도"」(경인일보 지역사회부 이상헌, 김환기, 최재훈)
  - 「 "고추군납비리"」(매일신문 사회2부 김경돈, 권동순, 엄재진)
- 지역 기획보도
  - 「 "80년간의 전쟁"」(목포MBC 보도부 신광하, 김승호)
  - 「 "낙동강의 분노 막을 수 없나"」 (KBS창원 보도국 박재우, 장정호)
- 전문보도 - 그래픽 뉴스
  - 「"2002년 한·일 월드컵 특집 그래픽 뉴스"」(연합뉴스 그래픽 뉴스팀 장성구, 반종빈, 전승엽)
- 전문보도 -  사진보도
  - 「"자유를 향한 진입, 체포 그리고 절규"」(연합뉴스 사진부 박일)
- 출판제작
  - 「"김선규의 우리고향 산책"」(문화일보 사진부 김선규)

#### 2003년 제35회
- 취재보도
  - 「"양길승 청와대 제1부속실장 술집, 호텔서 향응 받아 파문"」(한국일보 이태규)
  - 「"中서 체포된 탈북 국군포로 부부 대사관 안일대응 북송될 듯, 방관 이틀만에 투먼 수용소로 압송"」(문화일보 홍순도)
- 기획보도
  - 「"해파리 침공"」(PSB부산방송 진재운, 하호영)
- 지역 취재보도
  - 「"대구지하철 참사 생생히 기록한 CCTV 화면 단독보도"」(YTN 조영권, 여승구)
- 지역 기획보도
  - "벼랑끝 농어촌, 위기를 기회로"(전남일보 김선욱)
  - "보도특집- 적조, 황토가 대안인가?"(울산MBC 박치현, 정석훈)
- 전문보도 - 사진
  - 「"카지노에 빠진 국회의원"」(동아일보 전영한)

#### 2004년 제36회
- 취재보도
  - 북한 룡천역 열차 폭발사고 특종보도(연합뉴스 국제부 조성대)
  - 신기남 열린우리당 의장 부친은 일본군 헌병 오장(동아일보 신동아팀 허만섭)
- 기획보도
  - 예산 대해부, 나라살림 이대론 안된다 (경향신문 특별취재팀 권석천, 조현철, 정유진)
  - 피고 대한민국-국유지 반환소송의 진실(SBS 뉴스추적부 유희준, 진송민)
- 지역기획보도
  - 우리곁의 빈곤, 차상위계층의 실태와 대안(부산일보 사회부 안병길, 손영신, 김마선, 박세익, 최세헌, 방준식, 사진부 정종회)
  - 섬 3부작(목포MBC 보도제작국 박영훈, 고재필)
- 전문보도-사진보도
  - 오빠… (한겨레신문 사진부 이종근)

#### 2005년 제37회
- 취재보도
  - 철도청 유전개발 사업의혹(MBC 사회2부 김경태, 전영우, 이해인, 윤효정)
  - 국가기관의 유력인사 상대 조직적 불법도청공작(조선일보 사회부 이진동)
- 기획보도
  - 루게릭 눈으로 쓰다(중앙일보 탐사기획팀 이규연, 박종근, 장동환, 임미진, 민동기, 박수련)
  - 망언 家의 실체 제1편 아소탄광, 한국인 희생자 6명 확인 제2부 아소시멘트에서도 한국인 희생, 제3편 안면도 산림, 일제시대 때 사라졌다(YTN 영상취재부 한원상)
- 지역기획보도
  - 지역대학 최우수졸업자 뭐하나(부산일보 사회부 이상윤, 박진국, 방준식, 박태우, 김경희)
  - 도로공화국(대구MBC 보도국 도건협, 이승준)
- 전문보도-사진보도
  - 로드킬... 고속도로가 야생동물의 무덤으로 (한국일보 사진부 박서강)

#### 2006회 제38회
- 취재보도
  - 구치소 교도관 여성재소자 상습 성추행추적 폭로(한겨레 국내뉴스부문 24팀 김기성, 유신재)
  - 김병준 교육부총리 논문 표절 의혹 및 BK21 연구실적 중복기재 단독 보도(국민일보 사회부 하윤해, 우성규)
- 기획보도
  - 진보개혁의 위기-길 잃은 한국(경향신문 문화부 손제민 외 17명)
  - KBS스페셜 ‘외환은행 매각의 비밀’(KBS 탐사보도팀 최문호, 이영섭, 이경구, 윤희진)
  - 시사기획<쌈>, "파워엘리트 그들의 병역을 말하다"(KBS 탐사보도팀 이경희·임장원·한승복, 영상취재팀 윤기현·이중우·오범석·홍병국)
- 지역 취재보도
  - 경북도, 시외버스업체에 수백억대 ‘묻지마 퍼붓기’(매일신문 사회2부 최정암 차장·정욱진)
- 지역 기획보도
  - 부산 일자리 대해부(국제신문 기획탐사팀 성현철·이노성·권혁범)
  - <6.15 특집 발굴 기획> 국회 간첩단 사건의 진실과 코펜하겐의 홀로 아리랑(광주MBC 보도국 이재원·정용욱·강성우)
- 전문보도부문
  - ‘열정+헌신’사진으로 보는 태극전사들의 몸 (동아일보 사진부 강병기, 스포츠레저부 이헌재)

#### 2007년 제39회
- 취재보도 : 김승연 한화그룹 회장 보복폭행 보도(연합뉴스 사회부 사건팀 공병설 임화섭 홍제성 김병규 강건택 성혜미 장재은 차대운 임은진 홍정규
- 기획보도
  - 『민주화 20년, 지식인의 죽음』(경향신문 정치부 김종목· 손제민· 장관순)
  - 시사기획 '쌈' 김앤장을 말한다 1, 2편(KBS 탐사보도팀 최문호, 이영섭, 이중우, 오범석)
  - 뉴스추적 413회 '전직교수 김명호, 그는 왜 法을 쐈나?'(SBS 보도제작2부 김용철 차장대우, 윤창현)
- 지역취재
  - 욕정에 눈 먼 70대의 공포의 해상 연쇄살인(YTN 사회2부 김범환, 김경록 차장대우)
  - '죽음의 공장' 한국타이어 근로자 연쇄사망 보도(대전일보 경제부 김형석·노형일, 사회부 송충원, 정치부 한종구)
- 지역기획
  - 『신음하는 주거복지』(부산일보 사회부 박진국, 김종열, 김경희, 이현정, 이대성)
  - 『우리나라 지적제도 전반에 대한 문제점 지적과 이에 대한 대안 제시(지적 원점 독립 캠페인 : 지적이 국력이다)』(경인일보 경제부 윤인수 부장· 김성규· 이윤희· 김무세)
  - 『여수참사, 200일의 기록』(KBS순천(광주) 방송부 임병수· 서재덕)
- 사진 부문
  - '로드킬' 견공들의 항의(매일신문 사진부 박노익 부장 대우)
  - 비운(悲運)의 괭이갈매기(영남일보 사진팀 박진관 차장대우)

#### 2008년 제40회
- 취재보도
  - 한미 쇠고기 협상 관련 보도(경향신문 경제부 강진구, 오관철)
  - 청와대 'KBS 사장 인선 비밀 대책회의'(경향신문 미디어팀 김정섭, 정치부 이고은)
- 기획보도
  - 천국의 국경을 넘다(조선일보 인터넷뉴스부 박종인, 이학준, 특별상 미디어전략실 정인택, 한용호 PD[1])
  - 한국인 절반 이렇게 산다-비정규직 800만 시대(경향신문 특별취재팀 사회부 정제혁, 장은교, 송윤경, 정치부 이호준, 전국부 배명재, 김한태, 윤희일, 최인진, 최승현)
  - 2008 스포츠와 성폭력에 대한 인권 보고서(KBS 시사보도팀 정재용, 김준우)
- 지역취재
  - 무너지는 버스 준공영제, 혈세 1700억 샌다(대구MBC 뉴스취재팀 박재형, 영상팀 김경완, 윤종희)
- 지역 기획보도
  - AI 기획리포트 '잔인했던 봄, 그리고 앵무새의 경고'(전북CBS 보도국 김용완, 이균형)
- 사진보도 부문
  - 무법(無法)의 전당(연합뉴스 사진부 김주성)

#### 2009년제41회
- 취재보도
  - 촛불사건 몰아주기 배당 및 이메일 사태(MBC 보도국 법조팀 김연국, 박충희, 김재영, 강민구, 박영회, 이정은)
- 기획보도
  - 연중기획 '기로에 선 신자유주의'(경향신문 정치부 홍진수, 장관순, 송윤경, 경제부 서의동, 국제부 조찬제, 문화부 김재중, 사회부 이로사, 유희진)
  - 노동 OTL 연재기획(한겨레신문사 한겨레21 안수찬, 전종휘, 임인택, 임지선)
  - 전자발찌 1년-내 아이는 안전한가?(KBS 탐사보도팀 박진영, 영상취재국 김태산)
- 지역취재
  - 국립과학수사연구소 감정오류, 인권을 말한다(대구MBC 뉴스취재팀 박재형, 도성진, 영상팀 이동삼)
- 지역기획
  - 한센병 백년 특집 다큐멘터리 <100年의 참회록>(KBS순천 방송부 정길훈, 서재덕)
  - 집중점검 닻올린 낙동강 살리기 사업(부산MBC 보도국 조재형, 이두원, 윤파란, 박태규, 우현주)
- 사진보도
  - 불길에 휩싸인 철거민(CBS 사진팀 한재호)

### 2010년대

#### 2010년제42회
- 취재보도
  - 해군 초계함 천안함 침몰 사건(YTN 정치부 김문경)
  - 유명환 장관 딸 특채 특종 보도(SBS 정치부 김지성, 사회1부 김범주)
- 경제보도
  - 편의점 현금영수증에서 수백억 혈세 줄줄 샌다(이데일리 금융부 이진우)
- 기획보도
  - 장애인 킨제이 보고서(한겨레신문 한겨레21 임인택, 하어영)
  - 환경미화원 인권보고서 <쥐들과 함께 살고 화장실서 밥 먹는 그녀들(CBS 사회부 김정남, 김효은, 이대희, 최인수)
- 지역취재
  - 태안 군용보트 전복사고 베일을 벗기다(대전MBC 보도국 조형찬, 고병권, 임소정, 김 훈)
  - 동해안 최북단어장 갯녹음 최초 보도(GTB강원민방 보도국 조기현, 유세진)
- 지역기획
  - 로드다큐 <길>(전북도민일보 기획특집부 하대성, 우기홍, 양준천, 권동원)
  - 특별기획 다큐뉴스 50부작 '하늘동네 이야기'(대전MBC 방송본부 김지훈, 이교선, 고병권, 임소정, 김준영)
- 사진보도
  - 아스팔트에 꽂힌 1m짜리 포탄(한겨레신문 사진부 박종식
- 그래픽뉴스
  - 한국전쟁 60주년 기획그래픽 '인천상륙작전'(중앙일보 그래픽부문 차준홍, 장주영)

#### 2011년제43회
- 취재보도
  - 돈을 갖고 튀어라-영업정지 전날 밤 100명 VIP에 100억 몰래 빼준 부산저축은행(한겨레신문 한겨레21 하어영, 김기태)
  - 단독공개, 퇴임 이후 'MB 사저'(시사저널 취재1팀 김지영)
- 기획보도
  - 등록금 내릴 수 있다(중앙일보 정책사회부 강홍준·김성탁·박수련·윤석만·강신후·김민상, 편집부 강정진 )
- 지역취재
  - 광주지법 수석부장판사 법정관리 비위 파문(뉴시스광주 전국부 맹대환)
  - 현직 군수와 후보들, 브로커에 줄줄이 '노예각서'(CBS전북 보도국 이균형·임상훈)
- 지역기획
  - 영산강 고대문화 600년 대탐사 '이제는 馬韓이다' (전남일보 문화체육부 이건상·박상지, 사진부 배현태)
  - 무지개교실, 300일간의 행복실험(TJB대전방송 보도팀 김석민·노동현·김세범·김상기·김경한)
- 사진보도
  - 최루탄 국회(CBS 사진팀 윤창원)

#### 2012년44회
- 취재보도
  - 총리실 불법 사찰 관련 연속보도(KBS 보도본부 송명훈 외)
  - 수원 20대 여성 피살사건 관련 경찰 은폐 및 거짓해명 보도(동아일보 사회부 남경현·이성호·신광영)
  - 김광준 부장검사 거액 수뢰 및 수사개입(SBS 기획취재팀 김범주·조기호)
- 기획보도
  - MB정부 4년 인사대해부(중앙일보 탐사팀 김남중·최준호·고성표·박민제)
  - 시사기획 창 <조희팔은 살아있다>(KBS 탐사제작부 안양봉, 영상편집부 성인현)
- 지역취재
  - 북한 GPS 전파교란 공격 피해 보도(경인일보 정치부 김명호·이현준, 사회문체부 김성호홍현기)
  - 나주 초등학생 납치 성폭행 최초 보도(뉴시스 광주 이창우·맹대환·구용희·류형근)
- 지역기획
  - 5.18특집-실종 32년, 우리는 그들을 잊었다(전남일보 사회부 강현석·최동환·박정태·배동민, 사진부 배현태)

#### 2013년45회
- 취재보도
  - 「‘헌법 위의 이마트’ 연속보도」 (오마이뉴스 사회부 황방열·이병한·최지용·박소희)
  - 「“입학하고 싶으면 2찬만원” 등 7편 연속보도」 (KBS 탐사보도팀 공아영, 문화부 노윤정 , 영상특집부 오광택)
- 경제보도
  - 「동양 사태 연속보도」 (한겨레신문 경제부 김경락)
- 기획보도
  - 「집중분석 ‘500대 기업 고용과 노동’ 시리즈」 (경향신문 정책사회부 강진구, 사회부 김지원·심진용·윤승민·정대연·조형국·허남설)
  - 「의문의 형집행정지」 (MBC 시사제작2부 임소정)
- 지역취재보도
  - 「충남교육청 장학사 인사 비리 연속보도」 (대전CBS 보도제작국 신석우, 김정남)
  - 「용인 CU편의점주 자살 및 CU측 사망진단서 변조」 (경인일보 지역사회부 홍정표, 사회부 김선회·김태성·황성규·윤수경·신선미·강영훈, 사진부 하태황)
- 지역기획보도
  - 「범죄 예방의 새로운 대안 ‘셉테드’」 (부산일보 경제부 김 형, 사회부 조영미)
- 전문보도(사진보도)
  - 「숭례문 단청 박락」 (경향신문 사진부 이상훈 )

#### 2014년46회
- 취재보도
  - 「비선 실세 국정개입 의혹」세계일보 사회부 김준모·박현준 , 경제부 조현일
  - 「생활고 시달린 세모녀 동반자살」 연합뉴스 사회부 이슬기
  - 「육군 28사단 윤 일병 폭행 사망 사건」 KBS 정치외교부 박석호·윤 진·황현택
- 기획보도
  - 「세월호 참사 희생자 추모 기획 <잊지 않겠습니다>」한겨레신문 사회2부 김기성·김일우
  - 「시사기획 창 - 해외부동산 추적보고서」KBS 탐사보도팀 성재호·노윤정·김시원 , 영상특집부 김태산·오광택·김태석
  - 「간접고용의 눈물 - 노무사들과 함께 하는 현장보고서」경향신문 정책사회부 강진구
- 지역취재보도부문
  - 「수백억원 벌금 미납 대주그룹 회장 해외 호화생활」 연합뉴스 광주.전남 취재본부 박성우·전승현·손상원
- 전문보도(사진부문)
  - 「생포된 임병장 … 절규하는 아버지」조선영상비전 멀티미디어 영상부(現 연합뉴스 사진부) 윤동진
- 전문보도(온라인부문)
  - 「4월 16일, 세월호 - 죽은 자의 기록, 산 자의 증언」오마이뉴스 특별취재팀 이병한·김도균·안홍기·김동환·박소희·김지혜

#### 2015년47회
◇취재보도부문
△한국일보 강철원, 김정우, 남상욱, 김청환, 정재호, 조원일 기자 ‘거액 금품수수 현직판사 사채왕과 유착 커넥션 추적’
△경향신문 이기수, 홍재원, 강병한, 정환보, 구교형 기자 ‘‘성완종 최후의 인터뷰’ 및 ‘성완종 리스트’ 파문’
△시사저널 이승욱 기자 ‘재향군인회 ‘돈 선거’ 의혹 및 향군 비리 커넥션 추적’
◇경제보도부문
△매일경제 노영우, 박준형, 전범주, 정석우 기자 ‘기업發 경제위기 시리즈’
◇기획보도부문
△한겨레신문 류이근, 임인택, 임지선, 최현준, 하어영 기자 ‘부끄러운 기록, 아동학대’
△한겨레신문 한겨레21부 정은주 기자 ‘세월호 탐사 보도’
△KBS 노윤정, 한규석 기자 ‘광복 70년 특집 다큐멘터리 <끌려간 소녀들, 버마전선에서 사라지다>’
◇지역취재보도부문
△경기일보 최해영, 류설아, 안영국 기자 ‘질병관리본부 오판, 강제퇴원 메르스 확산시켰다’
△청주CBS 박현호, 장나래 기자 ‘산업재해 은폐 의혹(‘그들은 왜 119 구급차를 되돌려 보냈나?’)’
◇지역기획보도부문
△부산일보 박진국, 김백상, 이대진, 황석하, 장병진 기자 ‘생태하천 20년, 방향 잃은 물길’
◇전문보도부문(사진보도)
△한국일보 박서강, 류효진, 이직 기자 ‘시각장애인들 길바닥 언어를 잃다’

#### 2016년 48회
- 대상
  - 「미르·K스포츠재단 권력형 비리 의혹」(TV조선 특별취재팀)
  - 「최순실 국정개입사건」(JTBC 특별취재팀)
  - 「최순실 게이트」(한겨레신문 김의겸, 강희철, 류이근, 하어영, 방준호 기자)
- 취재보도부문
  - 「진경준 검사장 ‘수상한 주식대박’ 의혹」(한겨레신문 최현준, 서영지, 김재섭 기자)
  - 「세월호 선언 등 9473명, 문화계 블랙리스트 확인」(한국일보 조태성 기자)
- 기획보도부문
  - 「의원 298명 후원금 지출 전수조사」 (한겨레신문 고나무, 김경욱, 김민경, 권승록 기자)
  - 「독한 사회–생활화학제품의 역습」(경향신문 김기범, 이혜인, 이혜리, 이효상 기자)
  - 「시사기획 창-훈장」(KBS 이병도, 최광호, 이상훈 기자, 前 KBS 최문호 기자)
- 지역취재보도부문
  - 「평택 ‘원영이 사건’」(연합뉴스 경기취재본부 최해민, 최종호, 이영주, 강영훈, 류수현 기자)
  - 「여교사 성폭행 사건」(목포MBC 김진선, 김양훈, 양현승, 고재필, 민정섭 기자)
- 지역기획보도부문
  - 「복지사각 ‘제로맵’」(부산일보 이자영, 이대진, 장병진, 민소영, 안준영 기자)
  - 「대하기획 인류무형유산 제주잠(해)녀-제주해녀 미래성장동력으로」(제민일보 고미, 한권, 이소진 기자)
- 전문보도부문(사진보도)
  - 「팔짱끼고 웃으며 조사받는 우병우 전 수석」(조선영상비전 고운호 기자)

#### 2017년 49회
- 취재보도부문
  - 「단독 입수 안종범 업무수첩 및 박근혜·최순실 게이트 연속 보도」(시사IN 특별취재팀)
  - 「김정남 암살 최초 보도 및 후속 보도」(TV조선 엄성섭, 김남성, 백대우, 이채현, 최우정 기자)
  - 「국가정보원 비선 민간여론조작 조직 실체」(한겨레신문 한겨레21부 김완, 하어영, 정환봉 기자)
- 기획보도부문
  - 「공공기관 부정채용 민낯」(한겨레신문 류이근, 임인택, 조일준, 최현준, 임지선 기자)
  - 「2017 대한민국 과로리포트-‘누가 김부장을 죽였나’」(서울신문 유대근, 김헌주, 이범수, 홍인기, 오세진 기자)
- 지역취재보도부문
  - 「누가 18살 민호를 죽음으로 내몰았나 ‘제주 현장 실습 사망사고 최초 연속보도’」(제주CBS 문준영 기자)
- 지역기획보도부문
  - 「생애 마지막 전력질주」(국제신문 권혁범, 김영록 기자)
- 전문보도부문(사진보도)
  - 「불타버린 코리안드림」(한겨레신문 김성광 기자)

## 특별상
|        |        | 수상자                              | 수상작                                            |
| ------ | ------ | ----------------------------------- | ------------------------------------------------- |
| 제20회 | 1988년 | 매일경제신문 노동조합               | 「매경 민주화 운동」                              |
| 제21회 | 1989년 | 충청일보노동조합                    | 「편집국장 직선제 관철」                          |
| 제22회 | 1990년 | 한국교열기자회                      | 「신문용어 순화 및 어문연구지 말과 글 발간」      |
| 제25회 | 1993년 | 한겨레신문                          | 「광란의 탈영별」                                 |
| 제27회 | 1995년 | 강원도민일보 사회부 함광복          | 「DMZ(비무장지대)」                               |
| 제28회 | 1996년 | 광주방송 신건호·신선호·김종원       | 「아! 광주여」                                    |
| 제29회 | 1997년 | 한겨레21 김성호                     | 「김현철씨 국정 개입」                            |
| 제30회 | 1998년 | MBC 윤혁·정길화·김영호              | 「위기의 한국 신문 개혁은 오는가」                |
| 제31회 | 1999년 | AP통신 최상훈                       | 「노근리 양민 학살 사건 추적보도」                |
| 제32회 | 2000년 | 한국일보 미주본사 경제부 한우성     | 「한국전쟁 당시 한국군경에 의한 한국민 집단학살」 |
| 제37회 | 2005년 | MBC 국제부 이상호                   | 「X파일 녹취록 보도」                             |
| 제40회 | 2008년 | YTN 돌발영상팀 임장혁·정유신·정병화 | 「성역없는 비판 정신과 투철한 기자 정신」         |
| 제44회 | 2012년 | 중앙일보 사진부 조용철              | 「당원에 머리채 잡힌 당 대표」                    |
| 제45회 | 2013년 | 뉴스타파 조세피난처 취재팀          | 「‘조세피난처로 간 한국인들’ 프로젝트 연속보도」  |

## 공로상
|        |        | 수상자                                        | 수상작                                                 |
| ------ | ------ | --------------------------------------------- | ------------------------------------------------------ |
| 제21회 | 1989년 | 한국조사기자회                                | 「언론사 기사자료 표준분류표」                         |
| 제22회 | 1990년 | 제민일보 기자분회                             | 「제민일보 창간」                                      |
| 제23회 | 1991년 | 부산KBS 기협분회                              | 「분회지 ‘글샘’ 1·4호 제작」                           |
| 제28회 | 1996년 | 교열기자회                                    | 「보도용어 순화 자료집」                               |
| 제29회 | 1997년 | 문화일보 논설위원 이경일                      | 「80년 5월의 민주언론」                                |
| 제29회 | 1997년 | 한국일보 권주훈                               | 「서울 종묘 너구리 서식 현장」                         |
| 제29회 | 1997년 | 무등일보 김성                                 | 「5.18 특파원 리포트」                                 |
| 제31회 | 1999년 | KBS 故 현명근                                 | 「히말라야 등정 생방송 '여기는 칸첸중가' 취재중 순직」 |
| 제32회 | 2000년 | 한국교열기자협회(회장-안정배 조선일보 교열부) | 「2000 세계 명사전」                                   |
| 제34회 | 2002년 | 한국어문교열기자협회                          | 「 "국정교과서 오류 투성이"」                          |
| 제38회 | 2006년 | 시사저널 편집국                               | 경제권력 감시의 파수꾼                                 |
| 제40회 | 2008년 | 연합뉴스 故 조계창                            | 중국 동북3성 최초 특파원 활동중 순직                   |
| 제42회 | 2010년 | KNN 영상제작팀 故 손명환                      | 부산지역 태풍 '뎬무' 취재 중 순직                      |

## 조계창 국제보도상
|                        |        | 수상자                                              | 수상작                                                                                |
| ---------------------- | ------ | --------------------------------------------------- | ------------------------------------------------------------------------------------- |
| 제1회                  | 2010년 | 연합뉴스 국제뉴스3부 조성대, 박종국, 인교준, 홍제성 | 北 여객열차 단둥도착...특별열차인 듯                                                  |
|                        | 2011년 | 경향신문 문화부 조운찬, 정치부 전병역               | 남북 비밀접촉 첫 공식 확인                                                            |
|                        | 2012년 | 동아일보 국제부 주성하                              | 「중국 탈북자 체포 북송 위기」                                                        |
| 국민일보 국제부 박유리 | 2012년 | 「유혈의 시리아, 자유와 평화를 꿈꾸다」             |                                                                                       |
|                        | 2013년 | KBS 국제부 이경진·영상취재부 오범석·윤성구)         | 「특파원현장보고 ‘죽음과 바꾼 노동’, 글로벌 24 ‘방글라데시 의류 공장 사고 그 후...’」 |
| 제5회                  | 2014년 | 한겨레신문 탐사보도팀 류이근·경제부 유신재          | 「총, 특권, 거짓말 - 글로벌 패션의 속살」                                             |
| 제7회                  | 2016년 | 한국일보 국제부 김현우·정지용 기자                  | 「재스민 혁명 5년, 끝나지 않은 아랍의 봄」                                            |
| 제8회                  | 2017년 | 국민일보 권준협 기자                                | 「홍콩 민주화와 인권상황 연속보도」                                                   |

## 기타
- 대상 수상작은 매년 배출되지는 않는다.

## 같이 보기
- 관훈언론상
- 이달의 기자상
- 이달의 방송기자상
- 한국방송기자대상